# ...And Justice for All (film)
...And Justice for All is een Amerikaanse film van Norman Jewison uit 1979. De film werd genomineerd voor twee Oscars en een Golden Globe.

## Inhoud
Arthur Kirkland is een jonge advocaat, die de opdracht krijgt om een man te verdedigen in een verkrachtingszaak. Maar er is een probleem: de man is rechter Henry T. Fleming. De rechter heeft in het verleden een andere cliënt van Kirkland naar de gevangenis gestuurd omwille van een technische fout. Kirkland weet niet of hij de man wel kan en wil verdedigen maar de advocaat heeft geen keuze en als Kirkland ontdekt dat zijn cliënt bovendien ook nog eens schuldig is, loopt het fout.

## Rolverdeling
| Acteur           | Personage         |
| ---------------- | ----------------- |
| Al Pacino        | Arthur Kirkland   |
| Jack Warden      | Francis Rayford   |
| John Forsythe    | Henry T. Fleming  |
| Lee Strasberg    | Sam Kirkland      |
| Jeffrey Tambor   | Jay Porter        |
| Christine Lahti  | Gail Packer       |
| Sam Levene       | Arnie             |
| Robert Christian | Ralph Agee        |
| Thomas Waites    | Jeff McCullaugh   |
| Larry Bryggman   | Warren Fresnell   |
| Craig T. Nelson  | Frank Bowers      |
| Dominic Chianese | Carl Travers      |
| Victor Arnold    | Leo Fauci         |
| Vincent Beck     | Leary             |
| Michael Gorrin   | oude man          |
| Baxter Harris    | Larry             |
| Joe Morton       | dokter gevangenis |
| Alan North       | hulpsheriff       |
| Tom Quinn        | Kiley             |
| Beverly Sanders  | Sherry            |
| Connie Sawyer    | Gitel             |
| Charles Siebert  | D. A. Keene       |
| Robert Symonds   | Judge Burns       |
| Keith Andes      | Marvin Bates      |

## Academy Awards
- Best Actor in a Leading Role – Al Pacino (nominatie)
- Best Writing, Screenplay Written Directly for the Screen – Valerie Curtin, Barry Levinson (nominatie)

## Golden Globes
- Best Motion Picture Actor, Drama – Al Pacino (nominatie)

## Trivia
- De titel bestaat uit de laatste vier woorden van de Pledge of Allegiance.
- Dit was de laatste film van acteur Sam Levene.
- ...And Justice for All was het filmdebuut van Jeffrey Tambor (Jay Porter).
- De laatste scène in de rechtbank (“You’re out of order!”) is gefilmd in één take.